# Kateřina Kněžíková
Kateřina Kněžíková (* 7. července 1982 Bohumín) je česká operní pěvkyně, sopranistka. Díky svému lyricko-koloraturnímu sopránu se specializuje především na italské belcanto (G. Rossini, G. Donizetti) a opery W. A. Mozarta. V říjnu 2017 vystoupila jako Donna Elvira při slavnostním představení u příležitosti 230. výročí od premiéry Mozartova Dona Giovanniho ve Stavovském divadle. V roce 2006 se stala členkou operního souboru Národního divadla, v němž působí jako sólistka.

## Pěvecká kariéra
Na Pražské konzervatoři absolvovala v roce 2007, poté absolvovala magisterské studium klasického zpěvu na HAMU u Jiřiny Přivratské (2010).
V roce 2005 debutovala jako Zerlina v Mozartově Don Giovannim na prknech Národního divadla. Zde se také stala roku 2006 stálou členkou souboru. V sezóně 2008/2009 se kromě jiného v Národním divadle představila jako Almirena v Händelově opeře Rinaldo a První žínka v opeře Rusalka od Antonína Dvořáka. V libereckém Divadle F. X. Šaldy zpívala Markétku v opeře Faust skladatele Charlese Gounoda, v Národním divadle v Brně se uvedla jako Terinka v Dvořákově Jakobínovi. Árii z této opery přednesla na galakoncertu Národního divadla na festivalu Smetanova Litomyšl dne 14. června 2009. Na témže festivalu na zahajovacím koncertu přednesla Tři písně na čínské texty pro soprán a orchestr Bohuslava Martinů (Kouzelné noci, H. 119). Doprovázejícím orchestrem byl Symfonický orchestr Českého rozhlasu pod vedením Ondreje Lenárda. Koncert v přímém přenosu přenášela stanice Český rozhlas 3 Vltava.
V roce 2008 nazpívala oficiální verzi české národní hymny. Pod taktovkou Jiřího Bělohlávka ji doprovodil orchestr Národního divadla. O druhou vokální verzi se postaral její pozdější manžel, basbarytonista Adam Plachetka.
V roce 2009 nahradila ve formě záskoku indisponovanou kolegyni v roli Armidy při druhé premiéře opery Rinaldo G. F. Händela v Národním divadle. V rámci Pražského jara 2009 rovněž zastoupila v oratorním díle La resurrezione, HWV 47 téhož skladatele. Během návštěvy papeže Benedikta XVI. v České republice zazpívala 26. září 2009 sopránové sólo v Dvořákově skladbě Te Deum. Debutovala tehdy s Českou filharmonií, dirigentem byl Jakub Hrůša, ve skladbě se též představil basbarytonista Adam Plachetka. V lednu 2010 vystoupila jako sopránové sólo Mahlerovy 4. symfonie s Českou filharmonií v pražském Rudolfinu pod taktovkou dirigenta Manfreda Honecka. Na jaře 2010 absolvovala francouzské turné s operou G.F. Händela Rinaldo.
Dne 18. června 2017 se v Rudolfinu konal smuteční koncert na počest květnového úmrtí dirigenta Jiřího Bělohlávka, s nímž Kateřina Kněžíková často spolupracovala. V rámci tohoto koncertu vystoupila jako sopránové sólo při provedení Stabat Mater od Antonína Dvořáka.
Dne 29. října 2017 se představila v roli Donny Elvíry v rámci slavnostního představení ke 230. výročí od premiéry Mozartova Dona Giovanniho ve Stavovském divadle. K této příležitosti si ji vybral Plácido Domingo, který představení sám dirigoval. Druhým zástupcem české operní scény byl barytonista Jiří Brückler v roli Masetta.
Za nahrávku alba Phidylé, které nahrála s Janáčkovou filharmonií pod taktovkou Roberta Jindry získala cenu BBC Music Magazine Vocal Award za rok 2022.

## Vystoupení
- Hostovala mj. v divadle J. K. Tyla v Plzni, v Národním divadle v Brně, v Národním divadle moravskoslezském v Ostravě, v divadle F. X Šaldy v Liberci, ve Slovenském národním divadle v Bratislavě, ze zahraničních divadel v rakouském Villachu, na francouzských scénách v Theatre de Caen, Opéra Royal de Versailles, Opéra de Dijon, nebo v belgickém Theatre Royal de La Monnaie v Bruselu.

- 2017: Giovanni Battista Bononcini San Nicola di Bari (Svatý Mikuláš z Bari, 1693) uvedeno 5. prosince 2017 v kostele svatých Šimona a Judy. Zpívali: Martina Janková, Kateřina Kněžíková (soprán), Markéta Cukrová (mezzosoprán) a Furio Zanasi (baryton), hrála Musica Florea, dirigent Marek Štryncl[10]

## Soukromý život
Na pražské konzervatoři navázala partnerský vztah s basbarytonistou Adamem Plachetkou, za něhož se v červenci 2012 provdala. Do manželství se narodily dvě dcery. Během druhého těhotenství prodělala Guillainův–Barrého syndrom, autoimunitní onemocnění postihující periferní nervový systém.